# Маріка чорнокрила
Ма́ріка чорнокрила (Cinnyris mariquensis) — вид горобцеподібних птахів родини нектаркових (Nectariniidae). Мешкає в Східній, Центральній і Південній Африці.

## Підвиди
Виділяють три підвиди:
- C. m. osiris (Finsch, 1870) — від Еритреї і Ефіопії до Південного Судану, північної Уганди і північної Кенії;
- C. m. suahelicus Reichenow, 1891 — від центральної Уганди до центральної Кенії, Танзанії і північно-східної Замбії;
- C. m. mariquensis Smith, A, 1836 — від південної Анголи і північно-східної Намібії до північних районів ПАР і південного Мозамбіку.

## Поширення і екологія
Чорнокрилі маріки мешкають в Еритреї, Ефіопії, Сомалі, Південному Судані, Кенії, Танзанії, Уганді, Руанді, Бурунді, Анголі, Замбії, Намібії, Ботсвані, Зімбабве, Мозамбіку, Південно-Африканській Республіці і Есватіні. Ареал їхнього поширення поступово розширюється на південному сході. Чорнокрилі маріки живуть в саванах, чагарникових заростях, тропічних лісах і на болотах.

## Галерея

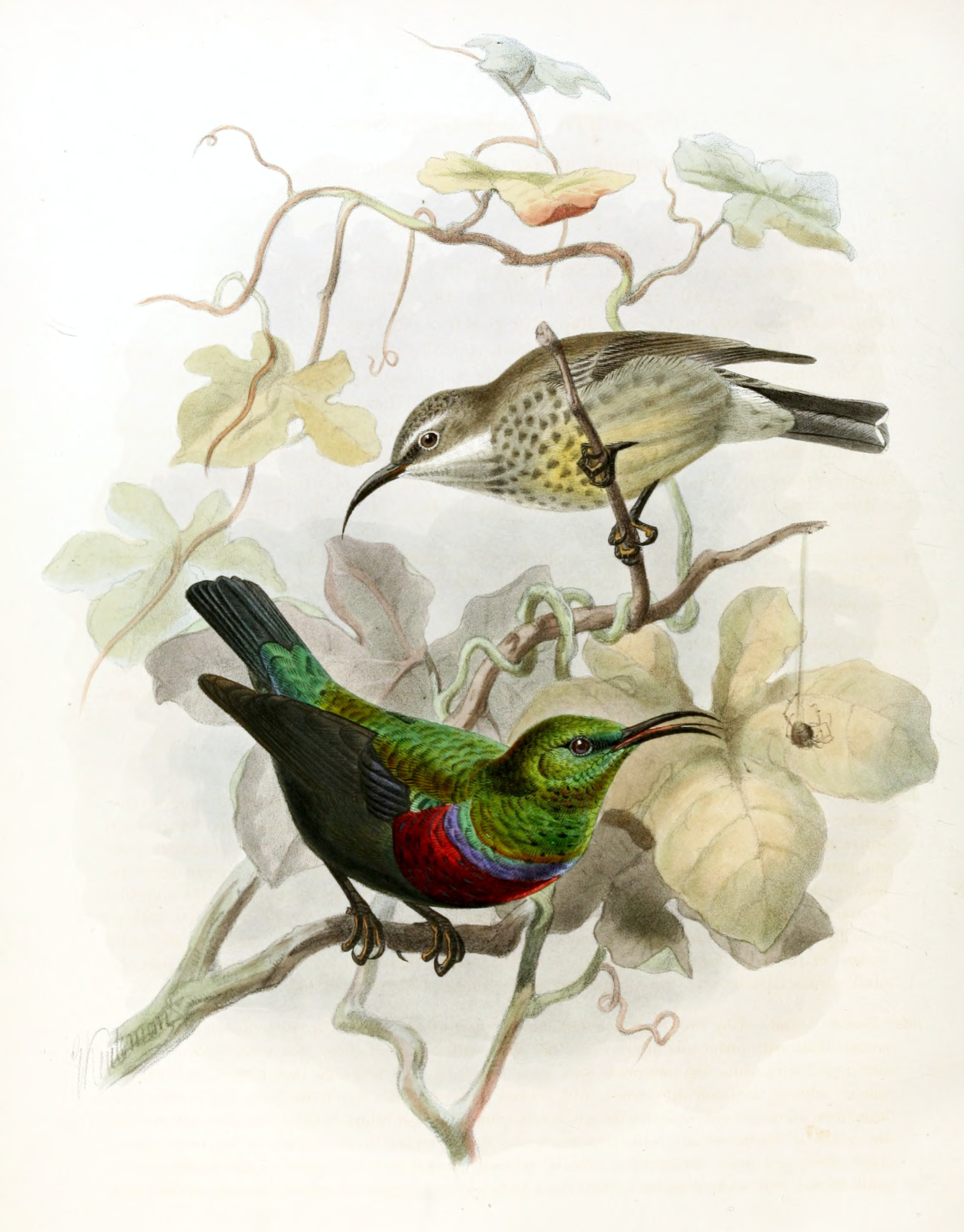
Пара чорнокрилих марік
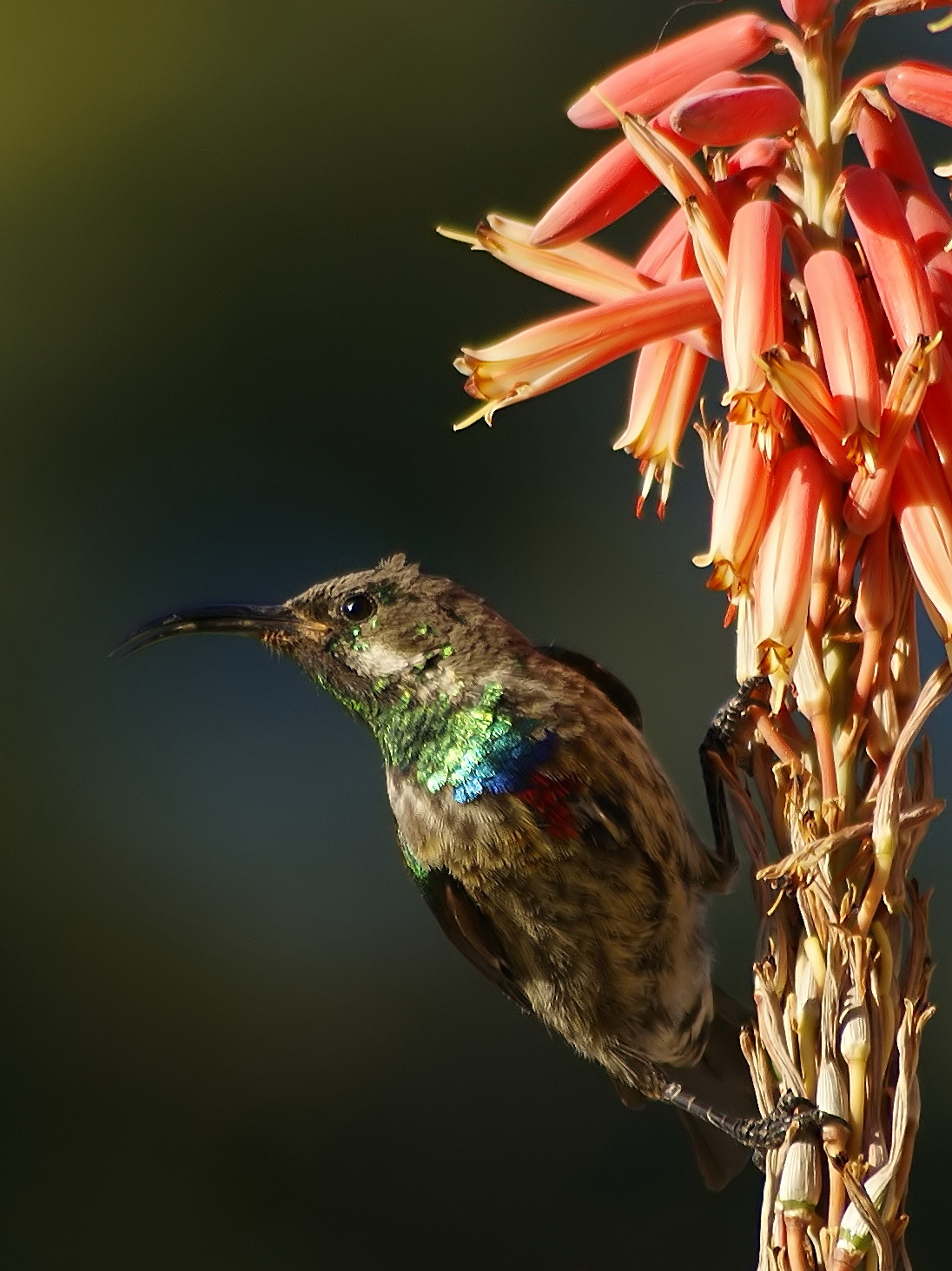
Молодий самець (Намібія)
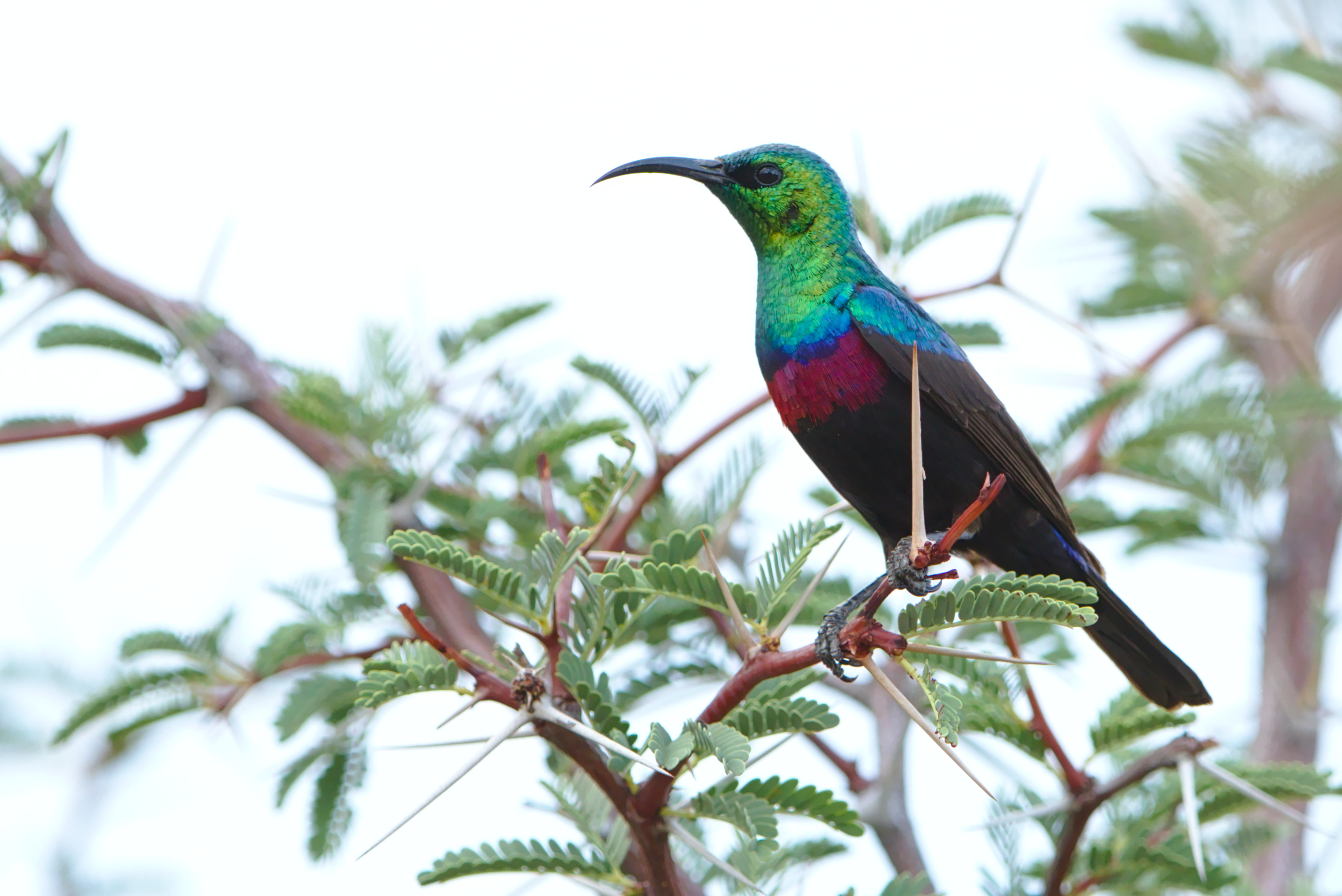
Дорослий самець (Національний парк Маракеле, ПАР)
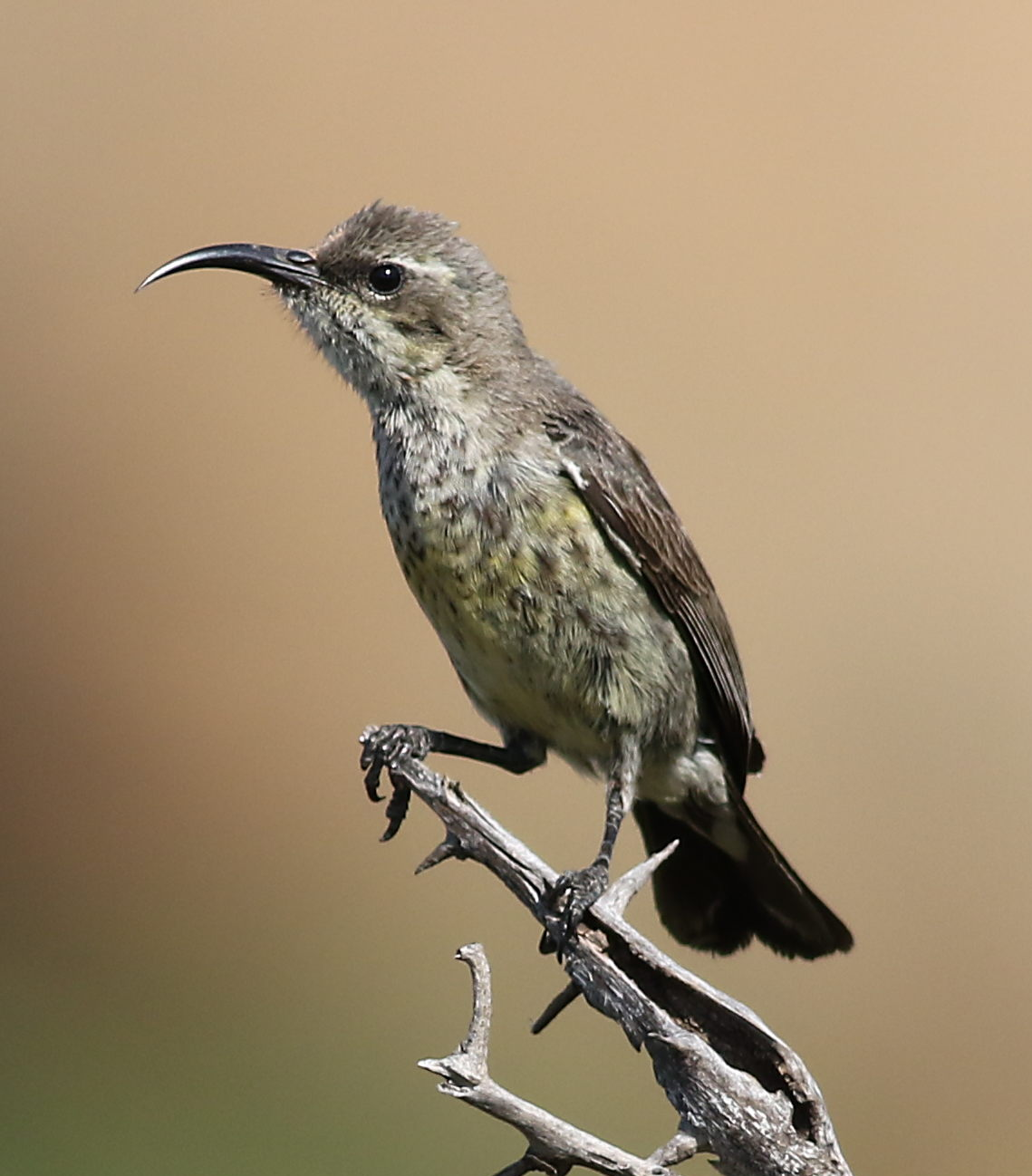
Самиця (Національний парк Мапунгубве, ПАР)